# Laguna de Mayrán
La laguna de Mayrán est un lac endoréique situé dans la municipalité de San Pedro de las Colonias dans l'État du Coahuila au nord du Mexique. La laguna de Mayrán est l'embouchure du rio Nazas, rivière qui prend sa source dans la Sierra Madre Occidentale dans l'État de Durango.

## Présentation
Pendant les XIXe et XXe siècles, le rio Nazas a été régulé à des fins agricoles par les barrages Lázaro Cárdenas (El Palmito) et Francisco Zarco (Los Tórtolas), dans l'État de Durango, et des canaux d'irrigation à partir de la Ville Lerdo à Durango, e qui a provoqué la disparition du lac et son écosystème en plus de diminuer l'alimentation des nappes aquifères.
Ce lac était peuplé par des poissons et des oiseaux de diverses espèces et était le soutien économique des villages autochtones de la région. Ce cas est très similaire à l'assèchement des zones lacustres de la mer d'Aral dont le cours des rivières Amu Darya et Syr Darya a été déviés pendant des dizaines d'années pour le développement de l'agriculture. Aujourd'hui le bassin de la mer d'Aral est un désert, tout comme le bassin de la laguna de Mayrán.
Actuellement la zone s'est convertie en désert et n'a reçu que très rarement l'eau du rio Nazas. Les plus récentes arrivée d'eau ont eu lieu entre l'été 1991 et les premiers mois de 1992 après l’inondation de 1991 qui avait porté les deux barrages à leur capacité maximale et ainsi obligé la libération de l'excédent d'eau. La précédente avait eu lieu en 1968 et avait causé une inondation dans la région.
Après 17 ans de sécheresse, en 2008, la laguna de Mayrán, a eu à nouveau de l'eau grâce aux mêmes circonstances.